# 李良年
李良年（1635年—1694年），又名法遠、兆潢，字武曾，號秋錦，晚號芋田叟。浙江秀水人。清朝文人。

## 生平
李绳远之弟。先世原籍江陰，後徒居嘉興王店鎮。生於崇禎八年（1635年），少時曾与邻女浣衣相爱，“后经年不复相见，张夜梦之”，家貧，以诸生游食四方，曹申吉延入贵州巡抚幕府，后因获悉朝廷要撤三藩，恐祸乱将作，遂离开贵州。康熙十八年舉博學鴻詞，冒名虞兆潢，且未及第。以後不再復出，諳建築，築秋錦山房於長水上梅會里之漾葭灣。康熙二十九年（1690年）應邀赴徐乾學洞庭山書局，助修《大清一統志》。與沈進等友好，又與朱彝尊、李符、沈皞日、沈岸登、龔翔麟號為浙西六家。康熙三十三年（1694年）卒，朱彝尊為之作墓誌。

## 著作
有《秋錦山房集》。

## 親屬
良年初娶錢氏，兵科給事中桐鄉錢允鯨之孫，繼娶陸氏。子李潮偕，為國子監生。